# 6366 Rainerwieler
6366 Rainerwieler este un asteroid din centura principală de asteroizi.

## Descriere
6366 Rainerwieler este un asteroid din centura principală de asteroizi. A fost descoperit pe 24 octombrie 1981 la Observatorul Palomar de Schelte J. Bus. Asteroidul prezintă o orbită caracterizată de o semiaxă mare de 3,17 ua, o excentricitate de 0,07 și o înclinație de 3,7° în raport cu ecliptica.